# Palenica 1

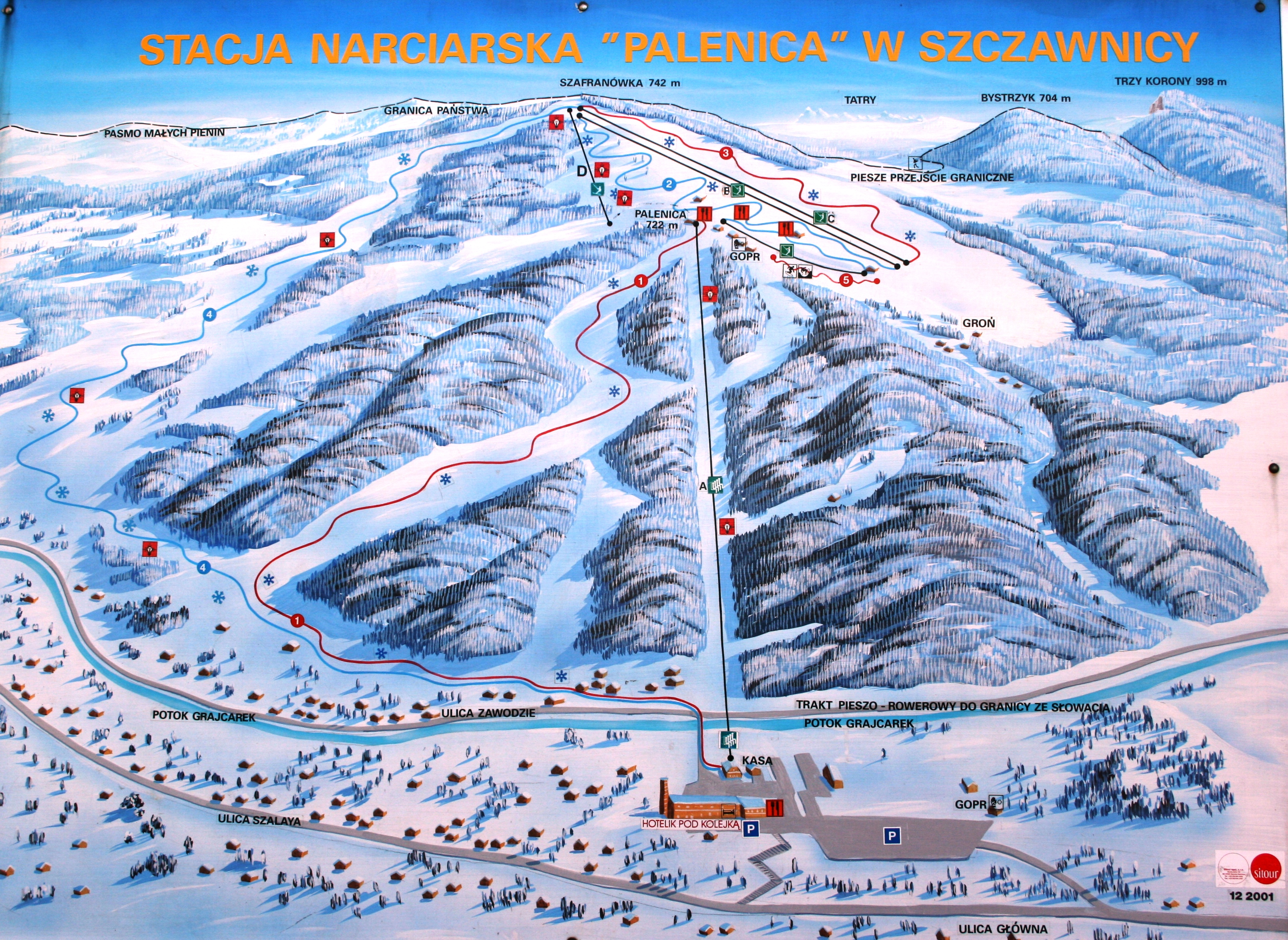
Palenica – Trasy narciarskie

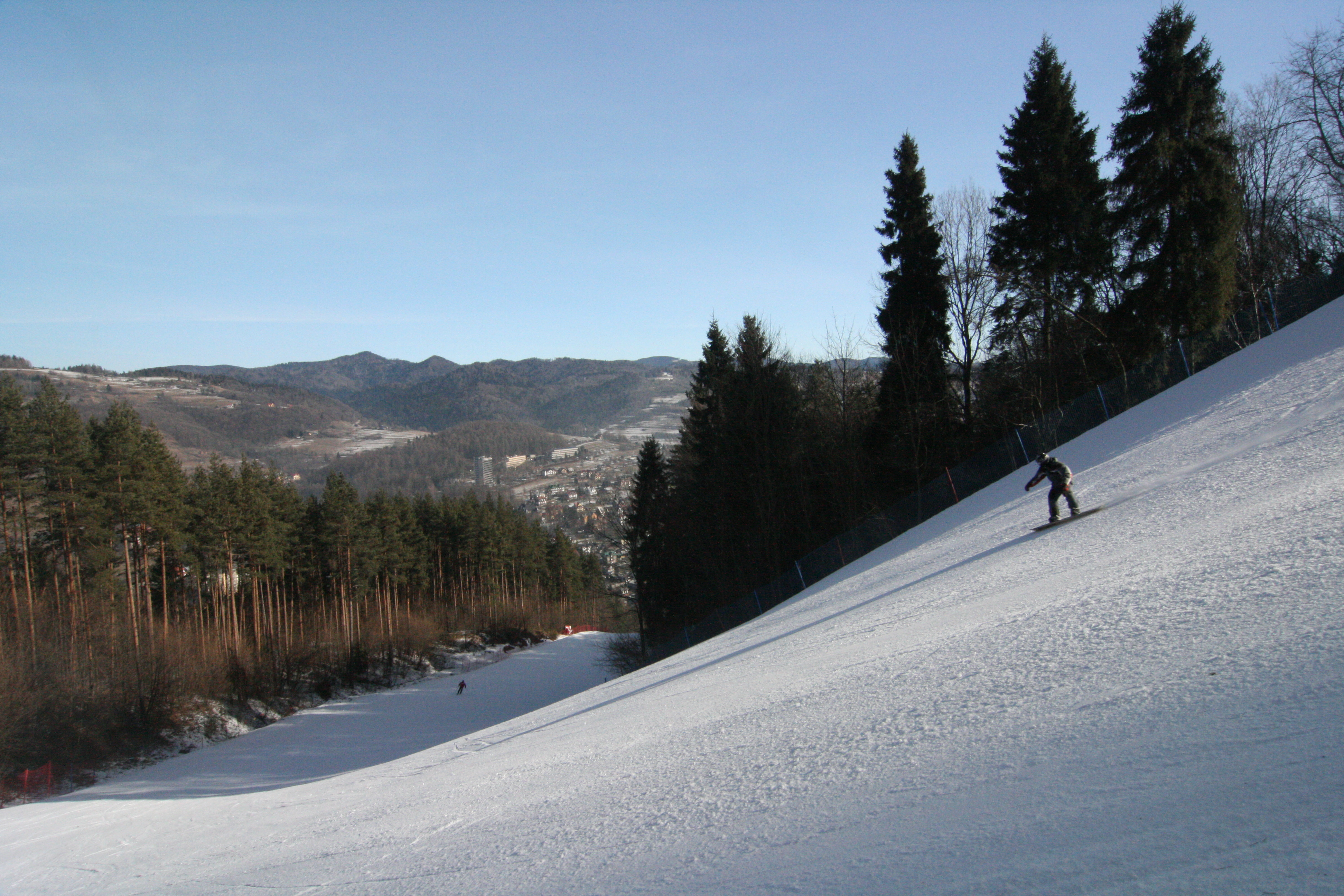
Fragment trasy

Palenica 1 – jedna z narciarskich tras zjazdowych Stacji Narciarskiej „Palenica” w Szczawnicy, o czarnym/czerwonym stopniu skali trudności, prowadząca ze szczytu Palenicy w Małych Pieninach na wysokości 722 m n.p.m. do stacji wyciągu krzesełkowego w Szczawnicy na wysokości 459 m n.p.m. Trasa ma około 1000 m długości i przewyższenie 263 m.
Na szczyt Palenicy można dostać się 4-osobowym wyciągiem krzesełkowym firmy Doppelmayr/Garaventa-Gruppe, którego operatorem jest Polskie Koleje Linowe Sp. z o.o. Wyciąg ma długość 780 m, a wjazd na szczyt trwa nieco ponad 3 minuty. Zimowa przepustowość wyciągu to ok. 1200 osób na godzinę.
Trasa jest dośnieżana za pomocą armatek śnieżnych. Nie jest oświetlona.
W 2018 roku trasa została poszerzona, co było warunkiem uzyskania homologacji FIS na rozgrywanie zawodów. Od sezonu 2018/2019 trasa posiada 2 homologacje FIS: na slalom gigant (od wysokości 713 m n.p.m. do wysokości 463 m n.p.m.) oraz na slalom (od wysokości 662 m n.p.m. do wysokości 477 m n.p.m.). Obie homologacje (o numerach odpowiednio 12843/10/18 i 12844/10/18) są dla obu płci i są ważne do 1 listopada 2028 roku.
W dniach 22–24 stycznia 2019 roku na trasie tej rozegrano Międzynarodowe Mistrzostwa Polski w Narciarstwie Alpejskim 2019. Zorganizowano zawody w slalomie, slalomie gigancie i slalomie równoległym kobiet i mężczyzn. Poza zawodnikami z Polski startowali alpejczycy z Czech, Rosji i Słowacji. Organizatorami zawodów były Polski Związek Narciarski i Tatrzański Związek Narciarski.